# Маляров, Илья Гаврилович
Илья Гаврилович Маляров (20 июля 1907 года, Москва — 26 марта 1994 года, Москва) — советский военный деятель, Полковник (1942 год).

## Начальная биография
Илья Гаврилович Маляров родился 20 июля 1907 года в Москве.

## Военная служба

### Довоенное время
В августе 1925 года был призван в ряды РККА, после чего был направлен на учёбу в Московскую артиллерийскую школу, после окончания которой в сентябре 1929 года был назначен на должность командира учебного взвода 48-го артиллерийского полка (48-я стрелковая дивизия, Московский военный округ), в октябре 1931 года — на должность командира артиллерийской батареи 50-го артиллерийского полка (Солнечногорская стрелковая дивизия), а в апреле 1933 года — на должность командира полиграфической батареи бригадной школы Отдельной Солнечногорской бригады.
В январе 1934 года Маляров был переведён в Московскую Пролетарскую стрелковую дивизию, где служил на должностях командира учебной батареи и помощника командира дивизиона артиллерийского полка. В сентябре 1938 года был направлен в Военную академию имени М. В. Фрунзе, после окончания которой в декабре 1939 года был назначен на должность помощника начальника штаба артиллерии 1-го стрелкового корпуса, а в августе 1940 года — на должность инспектора Управления боевой подготовки наземной и зенитной артиллерии Главного артиллерийского управления Красной Армии.

### Великая Отечественная война
С началом войны Маляров был назначен на должность инспектора Инспектората Главного управления артиллерии Красной Армии, а в октябре 1941 года — на должность начальника штаба артиллерии 5-й армии, которая в ходе Московской битвы вела оборонительные и наступательные боевые действия южнее Гжатска, а также принимала участие в ходе Ржевско-Вяземской наступательной операции.
В мае 1943 года Маляров был назначен на должность начальника штаба 8-го артиллерийского корпуса прорыва, который принимал участие в ходе Смоленской и Брянской наступательных операций, затем был выведен в резерв Ставки Верховного Главнокомандования. С 4 марта по 18 июля 1944 года Маляров исполнял должность командира корпуса, а в декабре того же года был назначен на должность начальника учебного отдела — заместителя начальника Высшей офицерской артиллерийской штабной школы РККА.

### Послевоенная карьера
После войны Маляров работал в Артиллерийской академии имени Ф. Э. Дзержинского на должности преподавателя кафедры тактики, в декабре 1948 года был назначен на должность преподавателя кафедры оперативно-тактической подготовки, в апреле 1950 года — на должность тактического руководителя баллистического факультета, в июне 1951 года — на должность тактического руководителя Высших артиллерийских академических курсов при этой же академии, в ноябре 1953 года — на должность заместителя начальника кафедры тактики, в сентябре 1960 года — на должность заместителя начальника кафедры оперативно-тактической подготовки и боевого применения ракет, а в октябре 1961 года — на должность старшего преподавателя этой же академии.
Полковник Илья Гаврилович Маляров в марте 1965 года вышел в отставку. Умер 26 марта 1994 года в Москве.

## Награды
- Орден Ленина;
- Три ордена Красного Знамени;
- Орден Кутузова 2 степени;
- Орден Отечественной войны 1 степени;
- Два ордена Красной Звезды;
- Медали.